# Auguste Hatry
Pour les articles homonymes, voir Hatry.
 (octobre 2019).
Si vous disposez d'ouvrages ou d'articles de référence ou si vous connaissez des sites web de qualité traitant du thème abordé ici, merci de compléter l'article en donnant les références utiles à sa vérifiabilité et en les liant à la section « Notes et références ».
Baron Auguste Charles Joseph Hatry, né à Strasbourg (Bas-Rhin) le 5 avril 1788 et mort dans la même ville le 7 janvier 1863, est un général français. 

## Biographie
Il est le fils du général Jacques Hatry et de Marie-Françoise Engelmann, fille de François-Joseph († 1787), ammeister de Strasbourg. Il est le frère de Charles Hatry. Auguste Hatry entre le 8 juin 1803 à l'École militaire de Fontainebleau. Il est admis dans les Pages de l'Empereur le 2 août 1804 et suit Napoléon dans sa brillante campagne d'Autriche (1805). Il est chargé d'aller porter à l'impératrice Joséphine la nouvelle de la victoire d'Austerlitz. Il est nommé le 6 février 1806 au 1er régiment de chasseurs à cheval en qualité de sous-lieutenant, puis de capitaine au 9e régiment de chevau-légers lanciers. Il est attaché le 23 octobre 1811 au général Jean Barthélemot de Sorbier, en qualité d'aide-de-camp.
Hatry prend une part glorieuse aux belles campagnes de l'Empire. En 1805, 1806 et 1807, il est avec la grande armée en Prusse et en Pologne. Il se distingue en Autriche en 1809 et est blessé de deux coups de lance à la cuisse et d'un coup de sabre au menton lors du combat d'Amberg le 12 avril 1809. Il participe en 1812 à la campagne de Russie, à celle d'Allemagne en 1813 puis au deux campagnes de France en 1814 et 1815. Il est chef d'escadron le 12 août 1813. 
À la Restauration, Hatry reste quelques années en non-activité avant d'être replacé dans son grade en 1819 dans le régiment des chasseurs de Corrèze. Lieutenant-colonel en 1823, il est affecté aux chasseurs à cheval de la Côte-d'Or le 10 septembre 1825. Il est colonel du 8e régiment de chasseurs à cheval (devenu le 3e) le 11 septembre 1830 et promu au grade de maréchal de camp le 12 août 1839. Général de division le 12 juin 1848, il est placé à la tête de la 5e division militaire, à Besançon, et réunit à ce commandement celui des troupes de la 1re subdivision (Doubs). Il est inspecteur général de cavalerie. Placé en disponibilité en 1850, il passe dans le cadre de réserve en 1853. Il meurt dix ans après à Strasbourg le 7 janvier 1863.
Hatry est chevalier (1807), officier (1812) puis commandeur (1834) de la Légion d'honneur et également titulaire de la croix de Saint-Louis (1822). Il est chevalier de l'Empire par lettres patentes du 26 avril 1810 et décoré du titre de baron (16 mai 1827) par le roi Charles X. Il épouse à Libourne Marie Pauline Princeteau (1809°), sœur du général Charles-Édouard Princeteau et nièce du duc Decazes. Hatry est également parent, par sa belle-sœur, avec le sénateur comte Villetard.